# Clocher suédois de Gustavia
Ce clocher suédois date de 1800 et est situé près de la sous-préfecture, rue Lubin-Prin, à Gustavia dans l'île de Saint-Barthélemy. La cloche qui s'y trouve, baptisée « Sofia Magdalena » en l'honneur de la reine de Suède Sophie-Madeleine de Danemark, fut coulée en 1799 à Stockholm.

## Historique
Le clocher a été construit pour remplacer le vieux clocher de l'église protestante Sophia Magdalena. Cette église, nommée en l'honneur de la reine de Suède Sophie-Madeleine de Danemark, a été un des premiers projets réalisés par les colons suédois. Inaugurée le 22 juillet 1787, elle a servi de lieu de culte aux luthériens, aux anglicans, aux catholiques et aux méthodistes. Très endommagée par le cyclone du 2 août 1837, elle fut rasée en 1857.
La cloche servait à appeler les fidèles aux  services religieux. Elle sonnait également à 6 heures du matin et à 8 heures du soir pour assurer un repère horaire à la population. Lors de sa restauration en 1931, le clocher a été équipé d'une horloge dirigée vers la ville.

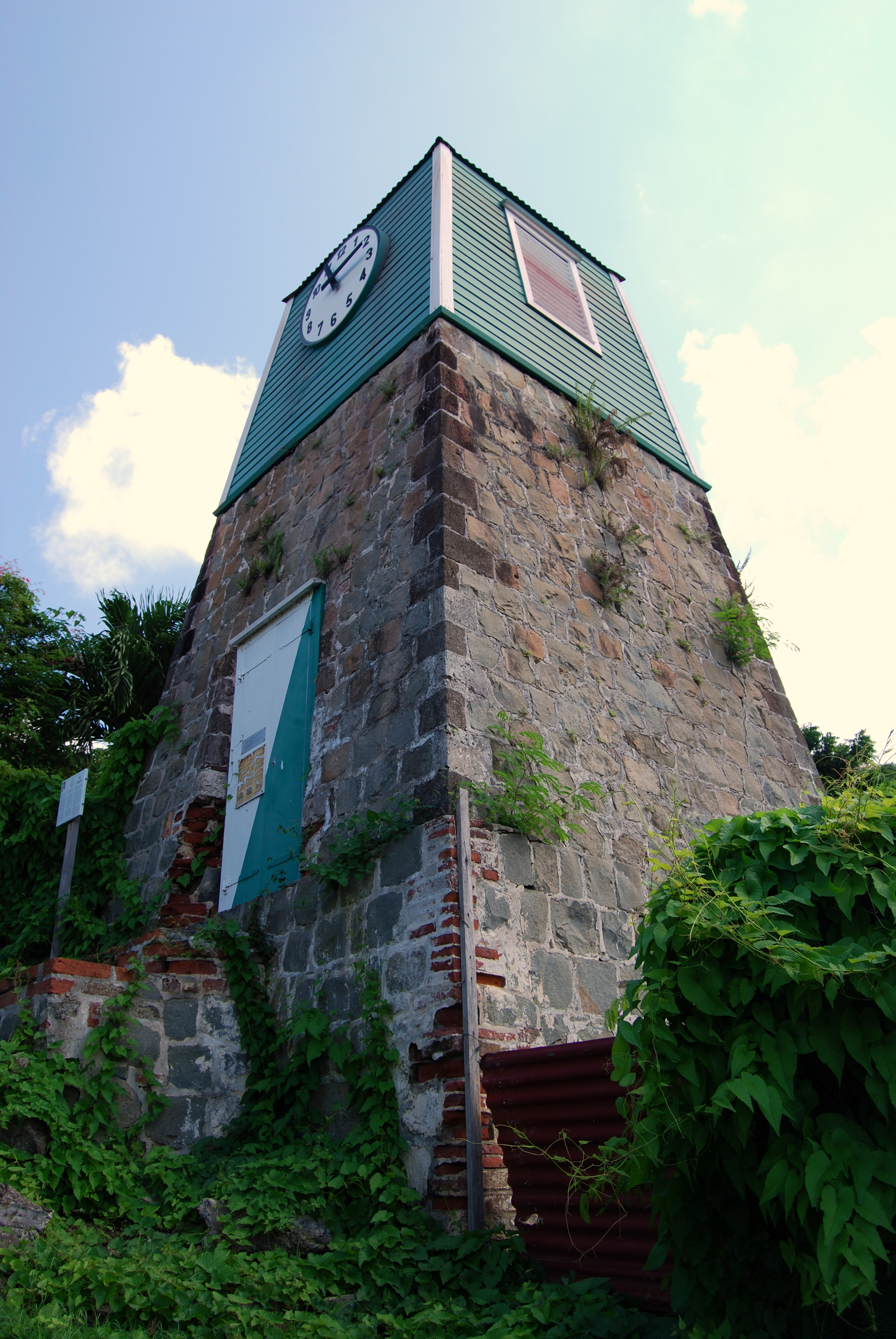

Ce clocher fait l’objet d’une inscription au titre des monuments historiques depuis le 1er août 1995.
Le 7 septembre 2017, il est très endommagé par le passage de l'ouragan Irma avec l'effondrement de sa partie supérieure en bois et la fragilisation de ses bases.